# Middletown (Connecticut)
Pour les articles homonymes, voir Middletown.
Middletown est une ville située dans le comté de Middlesex, Connecticut, le long du fleuve Connecticut, au centre de l’état, à 26 km de Hartford. En 1650, Middletown a été rattachée en tant que ville sous son nom d’origine indienne, Mattabeseck. C’est en 1653 qu’on lui donne son nom actuel. En 1784, les colonies centrales sont rattachées en tant que cité, distincte de la ville. En 1923, la Cité de Middletown et la ville fusionnent et élargissent considérablement les limites de la ville. La ville était à l’origine un port très fréquenté qui s’est transformé en agglomération industrielle, avant de devenir principalement une ville résidentielle et universitaire, qui accueille l’université wesleyenne. Middletown est le chef-lieu du comté de Middlesex, de sa création en 1785 jusqu’à la suppression du gouvernement de comté en 1960. En 1910, Middletown compte 11 851 habitants. En 1940, ils sont 26 495. Au recensement de 2010, la population totale de la ville avait atteint 47 648 habitants.

## Histoire
Les terres situées sur la rive gauche du fleuve Connecticut, où se trouve actuellement Middletown, appartenaient à la tribu amérindienne Mattabesett (également épelée Mattabesec, Mattabeseck et Mattabesek) ; la zone qu’ils habitaient, devenue depuis Middletown et sa région alentour, portait leur nom. À l’époque de l’arrivée des premiers colons européens dans la région, les Mattabesetts font partie d’un groupe de tribus dans la vallée du Connecticut, sous l’autorité d’un seul chef, appelé Sowheag,.
En 1646, l’idée de créer la colonie de « Mattabesett » est développée par le Général Court ; en 1650, les premiers Européens viennent de colonies adjacentes du Connecticut. La vie n’est pas facile au sein de ces colonies puritaines naissantes : défricher la terre, construire des maisons et s’occuper d’une ferme sur le sol rocailleux de la Nouvelle-Angleterre sont des activités éprouvantes qui requièrent beaucoup de main-d’œuvre. La loi est, elle aussi, souvent sévère chez les puritains. Les délits passibles de la peine de mort dans les colonies du Connecticut incluent « la sorcellerie, le blasphème, insulter ou frapper ses parents et l’incurable entêtement des enfants »,.
Les Pequots et les Mohegans, à cette époque alliés traditionnels des colons anglais et ennemis des Mattabesetts et d’autres tribus locales, arrivent dans la région de Middletown dans la seconde moitié du XVIIe siècle. S’ensuivent alors des conflits entre les nouveaux arrivants et les tribus locales amérindiennes. Les Mattabesetts et d’autres tribus qualifient les Mohegans de « destructeurs d’hommes ». Sowheag espère que les colons interviennent, mais ses espoirs restent vains. La variole affecte également les Mattabesetts et diminue de manière significative leur capacité à résister et la cohésion au sein de la tribu. Les archives montrent que, au fil des années, Sowheag est « forcé » de vendre aux colons locaux la plus grande partie des terres des Mattabesetts. En 1676, il ne manque aux puritains que 121 hectares du territoire mattabesett. Des histoires similaires d’interactions tragiques entre les Amérindiens et les colons sont courantes dans la Nouvelle-Angleterre du XVIIe siècle.
Au cours des années 1700, Middletown est devenue la plus grande et la plus prospère colonies du Connecticut. Au moment de la Révolution américaine, Middletown est un port prospère, dont l’importance est comparable à Boston et à New York : un tiers de ses habitants est impliqué dans des activités commerciales et maritimes. L’esclavage fait partie du système économique de Middletown à ses débuts. En 1661, des esclaves africains sont transportés depuis la Barbade. En 1756, Middletown a la troisième population d’esclaves africains du Connecticut : 218 esclaves pour 5 446 Européens.
Les négociants de Middletown font campagne en faveur du déblaiement du Saybrook Bar, barre de sable à l’embouchure du fleuve Connecticut et plus tard, cherchent à créer le Comté de Middlesex en 1785. Le nom de « Middlesex » a été choisi en raison de la volonté de faire de Middletown le siège d’un vaste port fluvial, tout comme Londres était le siège de son vaste port fluvial dans le comté de Middlesex, en Angleterre. Les mêmes personnes créent également le Péage de Middlesex (aujourd’hui route 154) afin d’établir un lien entre toutes les colonies situées sur la rive gauche du Connecticut, avec toujours l’intention de créer un seul et vaste port.
Le déclin du port commence au début des années 1800, les relations américano-britanniques devenant tendues et entraînant des restrictions commerciales, qui menèrent à la guerre de 1812. Le port ne s’en remettra jamais. La ville se distingue néanmoins pendant l’effort de guerre : en 1814, le commodore Thomas Macdonough, de la ville de Middletown, mène les forces américaines à la victoire sur le lac Champlain, anéantissant tout espoir des Britanniques d’envahir New York.
Au cours de cette période, Middletown devient un centre important de la production d’armes à feu. Au cours de la guerre de 1812, de nombreux fabricants d’armes de la région ont fourni au gouvernement américain la majorité des pistolets. Après cette guerre, le centre de cette industrie s’est néanmoins déplacé à Springfield (Massachusetts), Hartford (Connecticut) et New Haven (Connecticut). (Voir aussi Histoire industrielle du Connecticut)
L’année 1831 voit l’établissement de l’université wesleyenne, qui allait devenir une des plus importantes universités d'arts libéraux des États-Unis. L’institution remplace l’Académie littéraire, scientifique et militaire américaine de Partridge, un autre établissement qui se trouvait sur le même emplacement et qui avait déménagé à Norwich (Vermont) et qui est plus tard devenu l’Université de Vermont. Les deux principaux bâtiments du campus original avaient été construits par les habitants de Middletown dans le but d’attirer une institution académique dans la ville. En 1841, Middletown établit le premier lycée public de l’État, où l’on peut inscrire au départ tous les élèves âgés de neuf à seize ans qui ont fréquenté les écoles de la région.
Au milieu du XIXe siècle, les industries manufacturières remplacent le commerce en tant que ressource économique principale. La croissance industrielle est néanmoins bridée par la décision des exploitants ferroviaires de contourner Middletown au moment de la pose de voies ferrées entre Hartford et New Haven. Un projet ambitieux de construction d’un chemin de fer suspendu entre les environs de White Rock, Middletown et de Bodkin Rock, Portland a été étudié, mais a été considéré comme non réalisable.
Malgré tout, les habitants de Middletown ont eu un rôle à jouer pendant la Guerre Civile. Par exemple, le général Joseph K. Mansfield, originaire de Middletown, fait partie des généraux de l’Union à Antietam, où il meurt au combat en 1862. Ironie du sort, une autre victime à Antietam est le général de brigade George Taylor, qui a suivi ses études dans une académie militaire privée de Middletown. En outre, « Marching Through Georgia », une marche militaire populaire de la Guerre Civile, est écrite par Henry Clay Work, un habitant de Middletown. La ville œuvrait également pour le mouvement abolitionniste et était une gare du chemin de fer clandestin.
Pendant la seconde moitié du XIXe siècle, l’industrie manufacturière est la ressource économique principale de la ville, en particulier les pièces métalliques finement façonnées, telles que les équipements maritimes (Wilcox, Crittendon & Co.) et les machines à écrire (Royal). On trouvait également en ville de nombreux fabricants de machines-outils et de moules métalliques. Middletown était également le lieu d’implantation d’une usine importante de Goodyear. En outre, le constructeur automobile Eisenhuth Horseless Vehicle Company (entreprise de véhicules sans chevaux), à l’avant-garde dans ce domaine, était implanté en ville.
Middletown a aussi brièvement été la ville d’une équipe de baseball de ligue majeure, la Middletown Mansfields, de l’Association Nationale.
À la fin du XIXe siècle et au début du XXe siècle, la ville, qui jusqu’alors était majoritairement anglo-saxonne, connait une transformation démographique. Tout d’abord des Irlandais, puis un grand nombre d’immigrants italiens arrivent pour travailler dans les usines et les champs de Middletown, nombre d’entre eux venant de la ville de Melilli en Sicile. Suivent les arrivées de Polonais et d’Allemands. En 1910, la population atteint près de 21 000 habitants. Pendant ce temps, le nombre d’Afro-Américains diminue : il n’en reste que 53, les employeurs préférant embaucher des immigrants blancs. Plus tard au cours du siècle, davantage d’Afro-Américains ont migré dans la région, suivis par un afflux plus récent de résidents hispaniques. Les efforts de deux professeurs wesleyens ont également entraîné la venue d’un petit groupe de réfugiés cambodgiens au début des années 1980, qui sont devenus la base d’une communauté cambodgienne florissante. La petite communauté tibétaine de Middletown a connu une histoire similaire. Middletown est également la ville du premier temple hindouiste du Connecticut et a aussi attiré une population hindoue.
Ce mélange de peuples est devenu évident : il suffit de constater le choix de restaurants que propose maintenant Middletown et qui est rapidement en train de devenir l’un des aspects les plus connus de la ville.
Des évènements naturels ainsi qu’un afflux continu de personnes et d’entreprises ont eu des incidences sur la ville pendant la première moitié du XXe siècle. En 1927 et en 1936, Middletown est frappée par des inondations, et en 1938 par l’ouragan de Nouvelle-Angleterre (The Great New England Hurricane). Malgré ces évènements, l’Arrigoni Bridge, pont qui enjambe le fleuve Connecticut, est terminé en 1938. Il relie Middletown à Portland, est orienté Est et remplace un ancien pont.
Pendant les années 1950, alors que la popularité de l’automobile ne cesse de croître, les représentants du gouvernement approuvent la construction d’une autoroute qui, de fait, sépare Middletown du fleuve Connecticut, alors que celui-ci était sa raison d’être originelle et naturelle. La construction de l’autoroute entraîne la démolition de quartiers historiques, notamment de nombreux bâtiments du XVIIIe siècle et oblige les habitants à se reloger dans des logements plus récents en dehors des quartiers plus anciens. La perte des industries et des emplois contribuent au déclin de Middletown, comme c’était le cas à l’époque pour de nombreuses autres villes américaines du nord-est, et la situation ne s’est inversée qu’à partir des années 1990.
Pendant cette période, de nombreux superbes bâtiments (bien que délabrés) sont démolis au nom de la « rénovation urbaine », puis transformés en parkings, ou laissés à l’abandon. La criminalité augmente. Pendant les années 1960, Pratt et Whitney Aircraft ouvrent une grande usine dans le quartier de Maromas. Simultanément, des promoteurs achètent la plupart des fermes subsistantes de la ville, y compris la plus grande partie de la laiterie Oak Grove (Oak Grove Dairy), afin de créer des lotissements suburbains pour les travailleurs locaux et ceux qui font la navette vers les villes alentour.
Au cours des années 1970, Oddfellows Playhouse est créé. Ce théâtre attire chaque année des centaines de jeunes des quatre coins de l’État qui viennent jouer dans des pièces et autres types de représentations. Ce théâtre est l’un des rares théâtres pour jeunes de l’état du Connecticut.
Pendant les années 1990, la ville de Middletown, la Chambre de commerce de Middlesex et l’Université de Wesley s’associent pour investir lourdement dans la rue principale de Middletown ; leurs efforts permettent le renouveau du centre-ville de Middletown. La criminalité baisse, et de nouveaux restaurants et magasins ouvrent.
En 2001, la Samuel Wadsworth Russell House, construite en 1827 et située sur High Street, est classée monument historique (National Historic Landmark). Quant à la Alsop House, également située sur High Street et construite en 1840, c’est en 2009 qu’elle devient monument historique. Ces deux monuments font partie du campus de Wesley.

## Géographie

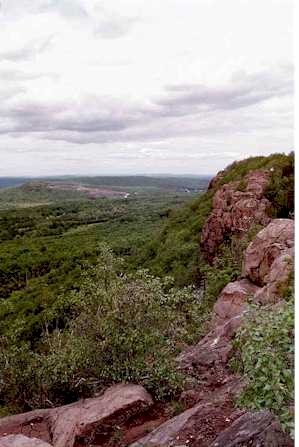
Higby Mountain.

Middletown se trouve sur la rive gauche du fleuve Connecticut, dans la région centrale de l’état. La Route 9, qui longe le fleuve, coupe la ville en deux. D’après le Bureau des statistiques américain, la ville s’étend sur une superficie totale de 109,6 km2, dont 105,9 km2 de terre et 3,7 km2 de plans d’eau. Les plans d’eau représentent 3,36 % de la superficie totale.
La partie gauche de Middletown est bordée par Metacomet Ridge, une arête montagneuse constituée de roches magmatiques, qui s’étend de Long Island Sound (détroit de Long Island) et atteint presque la frontière du Vermont. Parmi les montagnes connues de Metacomet Ridge qui font partie de Middletown, on peut citer Higby Mountain et le versant nord de Lamentation Mountain. La Mattabesett Trail, une piste longue de 80 km, traverse l’arête. Nature Conservancy, un organisme de protection de la nature, s’occupe du sommet et des saillies de Higby Mountain.

## Démographie
Selon le recensement de 2000, on comptait en ville 43 167 personnes, 18 554 ménages et 10 390 familles. La densité de la population est de 407,5 hab/km2. On compte 19 697 logements, pour une densité moyenne de 185,9 hab/km2. La composition ethnique de la ville fait état de 80,01 % de Blancs, 12,26 % de Noirs ou Afro-Américains, 5,30 % d’Hispaniques et 2,68 % d’Asiatiques.
On compte 18 554 ménages, dont 25,7 % ont des enfants de moins de 18 ans vivants chez eux, 413 % sont des couples mariés vivants ensemble, et 44 % ne sont pas des familles. La taille moyenne des ménages est de 2,23 personnes et la famille moyenne compte 2,9 personnes.
21,7 % des habitants ont moins de 18 ans, 8,3 % ont entre 18 et 24 ans, 35,1 % entre 25 et 44 ans, 21,5 % entre 45 et 64 ans et 13,4 % ont 65 ans ou plus. L’âge médian est de 36 ans. On compte 93,3 hommes pour 100 femmes. On compte 90,2 hommes pour 100 femmes de plus de 18 ans.
Le revenu médian pour un ménage en ville est de 47 162 dollars et le revenu médian pour une famille est de 60 845 dollars. Le revenu médian des hommes est de 45 790 dollars, alors que celui des femmes est de 34 648. Le revenu par habitant de la ville est de 25 720 dollars. 7,5 % de la population et 4,3 % des familles vivent sous le seuil de pauvreté. Sur le nombre total de personnes vivant sous ce seuil, 7,5 % ont moins de 18 ans et 6,6 % ont 65 ou plus.
| Parti politique | Électeurs inscrits | Électeurs non-inscrits | Nombre total d’électeurs | Pourcentage |
| --------------- | ------------------ | ---------------------- | ------------------------ | ----------- |
| Démocrate       | 10 672             | 1 610                  | 12 282                   | 45,18 %     |
| Républicain     | 3 665              | 414                    | 4 079                    | 15,00 %     |
| Indépendants    | 9 365              | 1 377                  | 10 742                   | 39,51 %     |
| Petits partis   | 69                 | 14                     | 83                       | 0,31 %      |
| Total           | 23 771             | 3 415                  | 27 186                   | 100 %       |

| 1810  | 1820  | 1830  | 1840  | 1850  | 1860  |
| ----- | ----- | ----- | ----- | ----- | ----- |
| 2 014 | 2 618 | 3 123 | 3 511 | 4 211 | 5 182 |

| 1870  | 1880  | 1890  | 1900  | 1910   | 1920   |
| ----- | ----- | ----- | ----- | ------ | ------ |
| 6 923 | 6 826 | 9 013 | 9 589 | 11 851 | 13 638 |

| 1930   | 1940   | 1950   | 1960   | 1970   | 1980   |
| ------ | ------ | ------ | ------ | ------ | ------ |
| 24 554 | 26 495 | 29 711 | 33 250 | 36 924 | 39 040 |

| 1990   | 2000   | 2010   | - | - | - |
| ------ | ------ | ------ | - | - | - |
| 42 762 | 43 167 | 47 648 | - | - | - |

## Middletown de nos jours

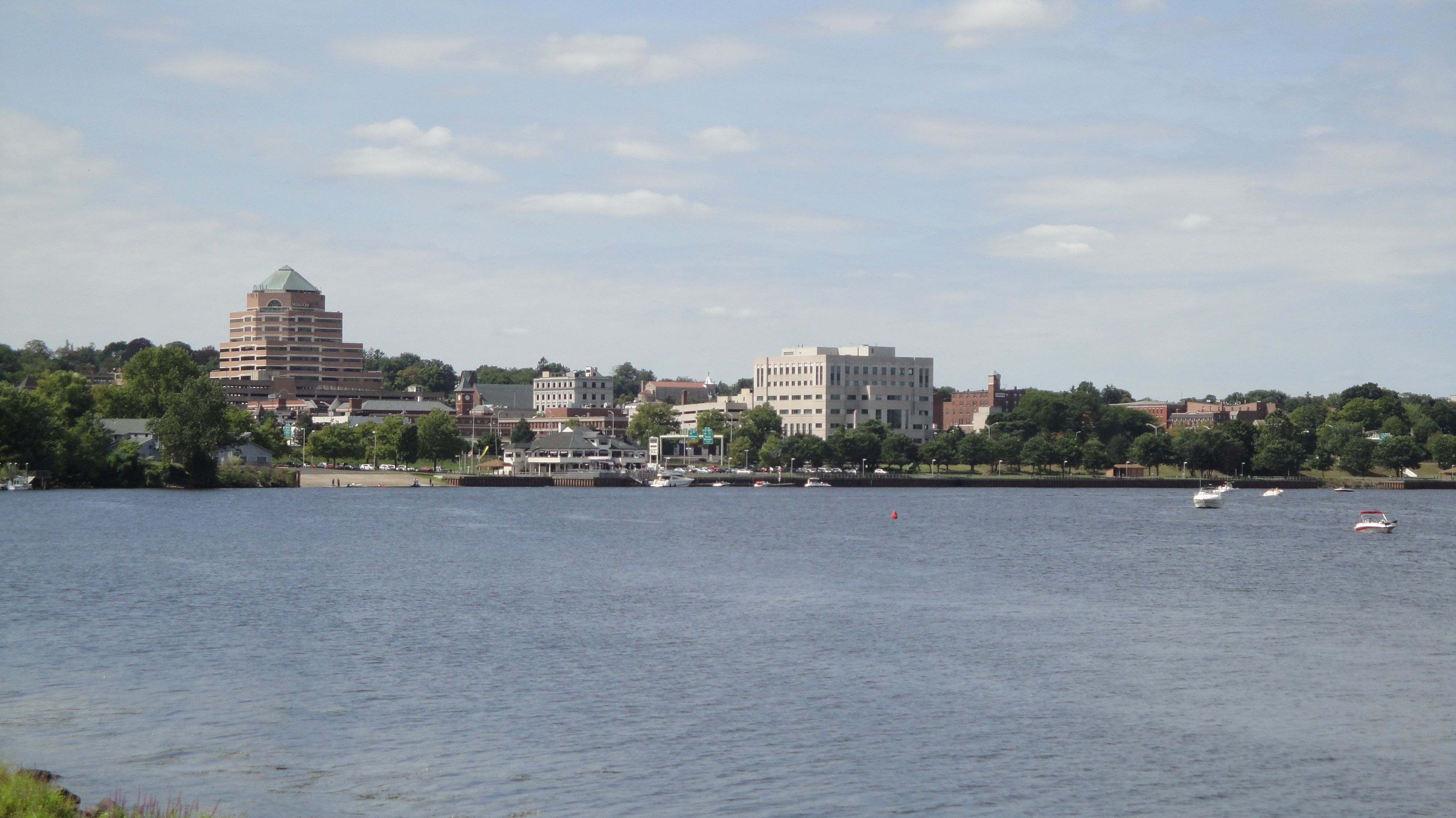
Vue du centre-ville avec le fleuve Connecticut et HarborPark.

Au cours des dernières décennies, Middletown s’est concentrée sur la recherche d’un juste équilibre entre d’un côté, les besoins et le confort de ses habitants et de l’autre, le développement commercial nécessaire au financement des services. Ces mesures datent d’au moins 1931, lorsque la ville a été l’une des premières aux États-Unis à établir un tableau de planification. Des progrès ont été réalisés tout au long du mandat du maire Démocrate Domenique S. Thornton, qui a occupé son poste de maire pour une durée record de huit ans (quatre mandats). La ville a réussi à attirer dans le centre-ville un cinéma multiplexe de 12 salles, ainsi que de nombreux restaurants et d’autres commerces. En outre, la ville offre un service de Wi-Fi gratuit tout le long de la rue principale. Le 8 novembre 2005, le Républicain Sebastian Giuliano est élu maire et remplace ainsi Thornton. Il l’avait critiqué pour avoir augmenté les impôts et pour avoir attribué le contrat de construction d’un nouveau lycée à Tomasso Brothers, Inc., une entreprise qui avait été la cible d’une enquête fédérale pour corruption. La ville est également le lieu du très controversé Connecticut Juvenile Training School, un centre de détention pour mineurs délinquants qui propose une formation professionnelle. Middletown continue d’aider les industries manufacturières et les petites entreprises.
Middletown est restée un important centre administratif gouvernemental. Depuis la création du comté de Middlesex en 1798, jusqu’à la suppression du gouvernement de comté en 1960, Middletown en a été le chef-lieu. C’est toujours à Middletown que se trouve la Cour de juridiction supérieure de Middlesex et la circonscription judiciaire est la même que celle de la cour du précédent comté. D’autres fonctions du comté ont été soit centralisées vers l’état, soit transférées vers d’autres villes. L’ancien bâtiment central officiel du comté a été démoli, mais il existe d’autres bâtiments officiels disséminés dans la ville, tels que le Département des services sociaux sur Main Street Ext. Le tribunal successoral du comté, qui se situe à Middletown, est rattaché aux villes de Cromwell, Portland, Middlefield et Haddam.
D’un point de vue culturel, Middletown traverse une période de tentative de revitalisation de ses quartiers du nord-est, qui ont toujours été désavantagés, grâce à la construction du Wharfside Commons, une nouvelle résidence de 96 logements à loyers mixtes, située sur Ferry Street. Le Green Street Arts Center, centre culturel fondé en 2000 par des associations de l’université de Wesley et par plusieurs associations communautaires, est une tentative inédite d’attirer de nouveaux habitants et commerces dans le quartier, en promouvant l’éducation et la sensibilisation artistiques. Pendant des décennies, l’O’Rourke’s Diner, un célèbre café-restaurant, a beaucoup œuvré pour la stabilité de ces quartiers du nord-est. Néanmoins, un incendie, qui eut lieu le 37 (???) août 2006, ravagea la plus grande partie du bâtiment historique. La communauté de Middletown organise alors de nombreuses campagnes de financement afin de récolter de l’argent pour la reconstruction du café-restaurant. Celle-ci commence en septembre 2007 et la réouverture du O’Rourke’s Diner se déroule en février 2008.
La Russell Library, la bibliothèque municipale de Middletown, continue d’être un centre culturel et éducatif et un lieu de spectacle, qui offre un lieu de rencontre à la communauté. Aujourd’hui, la bibliothèque met à la disposition du grand public des livres, des journaux, des magazines, des bases de données regroupant le texte intégral d’articles de journaux et de magazines (offrant ainsi des informations médicales, biographiques, littéraires, sur le commerce, la santé, etc.), des cours, des formations en informatique, des ateliers, des concerts et des espaces de rencontre, notamment la Hubbard Room, grande salle de réunion qui peut accueillir 100 personnes.
Outre l’Université wesleyenne, la ville accueille également le collège communautaire de Middlesex, ainsi que deux lycées catholiques. Ces établissements attirent des étudiants des communautés alentour.
Oddfellows Playhouse, situé dans Washington Street, est un théâtre réputé qui accueille une troupe de théâtre pour les jeunes qui attire des enfants de tout âge des quatre coins de l’état qui souhaitent apprendre le théâtre. Oddfellows s’occupe également du Children’s Circus of Middletown, un cirque pour enfants, basé à Middletown, qui leur enseigne les arts du cirque et qui propose un spectacle gratuit à près de mille personnes.
Middletown accueille aussi en son sein le Kidcity Children’s Museum, musée pour enfant situé dans l’ancienne maison du Juge Elmer, aujourd’hui rénovée et récemment agrandie, et qui a été déménagée 120 mètres plus bas dans Washington Street. Kidcity est un espace de jeu basé sur les manipulations où les enfants de 1 à 8 ans, accompagnés de leurs parents ou un parent proche, viennent apprendre grâce au jeu. Le quartier des affaires du centre ville continue de revitaliser cette zone. Pratt and Whitney, Aetna, Middlesex Hospital, Connecticut Valley Hospital, Liberty Bank et l’Université wesleyenne font partie des plus importants employeurs. Il existe une communauté de 84 maisons appelée The Farms, située à la limite ouest de la ville, dans un quartier appelée Westlake. Cette communauté architecturale, qui a été primée, a été construite en 1969 par George Achenbach et a été l’une des premières communautés du Connecticut conçue spécifiquement pour la vie en communauté, avec des espaces découverts pour les terres de communage.
On y trouve également de nombreux parcs et sentiers de nature, notamment Middletown Nature Gardens, Wadsworth Falls State Park et Smith Park, ainsi que 40 hectares d’espaces publics ouverts aux familles à la Guida Farm Conservation Area. Harbor Park est une aire de loisirs d’un hectare sur le fleuve Connecticut, équipée d’un chemin de planches, d’un restaurant/boîte de nuit, de zones de pêches et qui propose des excursions en bateau (selon saison). On y trouve également les abris à bateaux du lycée de Middletown et de l’Université wesleyenne. Les festivités du 4 juillet (fête nationale américaine), ainsi que la Head of the Regatta du Connecticut, régate qui se déroule en octobre, sont menées à partir de Harbor Park.
L’hôpital de Middlesex, un important employeur de Middletown et du comté de Middlesex, a financé un nouveau service des urgences, dont le montant s’élève à 31 millions de dollars. La nouvelle salle d’urgence est ouverte depuis le 24 mars 2008. En plus de cette nouvelle salle, une hélistation sera ajoutée, ainsi que 70 nouvelles places de parking pour les utilisateurs.

### Explosion de la centrale électrique
Le 7 février 2010, à 11h17, une forte explosion s’est produite à la centrale électrique de Middletown, qui était en construction.

## Personnalités liées à la ville
- Dean Acheson, professeur enseignant à Wesley, Secrétaire d’État, 1949-1953.
- Raymond E. Baldwin (en), diplômé de Wesley, Gouverneur du Connecticut, Sénateur américain, et Juge à la Cour suprême du Connecticut.
- Bill Belichick, diplômé de Wesley, entraîneur en chef des New England Patriots.
- Anthony Braxton, professeur enseignant à Wesley, célèbre compositeur de jazz.
- Tyondai Braxton, fils d’Anthony Braxton, compositeur et interprète.
- Janet Huntington Brewster (1910–1998), était un mécène américain, écrivain, radiodiffuseur et travailleur humanitaire basée à Londres pendant la Seconde Guerre mondiale. Elle a été mariée avec Edward R. Murrow.
- Ambrose Burfoot, diplômée de Wesley, a remporté le Marathon de Boston.
- Daniel Burrows, Député du Connecticut.
- Jules Dassin, réalisateur américain.
- James DeKoven, membre du clergé épiscopal.
- Wilbur Fisk, premier président de l’Université wesleyenne (Fisk Hall porte son nom).
- Samuel Holden Parsons, commerçant et avocat, Général de la Guerre d’Indépendance, a par la suite mené un projet d’installation d’une colonie dans l’Ohio.
- Samuel Dickinson Hubbard, membre du Congrès des États-Unis, Ministre des Postes (1852–1853).
- Joey Jay, joueur de la Ligue majeure de baseball et premier joueur de la Ligue mineure à atteindre la Ligue majeure.
- Juliette Augusta Magill Kinzie, historien américain, écrivain.
- Joey Logano, pilote de course pour l’écurie Joe Gibbs Racing.
- Alvin Lucier, compositeur.
- Thomas Macdonough, Commodore, héros de la Bataille du lac Champlain au cours de la Guerre de 1812.
- George John Maltese, (1931-2009), mathématicien, né et mort à Middletown, étudiant à l'université wesleyenne.
- Eric Mangini, diplômé de Wesley, entraîneur en chef des Cleveland Browns.
- William Manchester, historien, écrivain, Université wesleyenne.
- Joseph K. Mansfield, Général, tombé à la Bataille d’Antietam pendant la Guerre d'Indépendance.
- Return Jonathan Meigs, Sr., héros de la Guerre d’Indépendance et représentant auprès des Cherokees.
- Return Jonathan Meigs, Jr., gouverneur de l’Ohio et sénateur américain.
- Willie Pep, l’un des meilleurs boxeurs de tous les temps dans sa catégorie.
- Bill Rodgers, diplômé de Wesley, a remporté cinq fois le Marathon de Boston.
- Maurice Rose, Général, né à Middletown, décédé en Allemagne au cours de la Seconde Guerre mondiale.
- Samuel Wadsworth Russell, fondateur de Russell & Company.
- Major Taylor, champion du monde de cyclisme et deuxième champion du monde Afro-Américain, tous sports confondus.
- Alton Tobey (5 novembre 1914-4 janvier 2005), artiste, né à Middletown.
- Andrew VanWyngarden et Ben Goldwasser, ont formé MGMT lorsqu’ils habitaient à Middletown et fréquentaient l’Université wesleyenne.
- Jordan Russolillo, joueur de football professionnel, né à Middletown.
- Bill Watrous, musicien de jazz et chef de groupe, né à Middletown.
- Joss Whedon, diplômé de Wesley, créateur de Buffy contre les vampires.
- Jeduthun Wilcox, Député du New Hampshire.
- Woodrow Wilson, Président américain, Professeur d’économie politique à l’Université wesleyenne.
- Henry Clay Work, auteur de la marche militaire de la Guerre civile « Marching Through Georgia. »
- Allie Wrubel, compositeur célèbre de « Zip-A-Dee-Doo-Dah » et autres tubes musicaux.

## Jumelages
- Melilli (Italie)[6]
- Cayey (Porto Rico), Caserio de Buena Vista.